# ルドルフ・ポバルニツィン
ルドルフ・ポバルニツィン (Rudolf Povarnitsyn、1962年6月12日 - )は、ソビエト連邦（現ウクライナ）の元陸上競技選手である。1988年ソウルオリンピック男子走高跳の銅メダリストである。
1985年には中国の朱建華が持っていた2m39の世界記録を破り、2m40の世界新記録を樹立した。